# Луш (Санта-Круш-да-Грасиоза)
Луш (порт. Luz) — район (фрегезия) в Португалии, входит в округ Азорские острова. Расположен на острове Грасиоза. Является составной частью муниципалитета Санта-Круш-да-Грасиоза. Население составляет 735 человек на 2001 год. Занимает площадь 11,85 км².
Покровителем района считается Дева Мария (порт. Nossa Senhora da Luz).